# 瓜泰 (加利福尼亞州)
瓜泰（英語：Guatay）是位於美國加利福尼亞州聖地牙哥縣的一個非建制地區。該地的面積和人口皆未知。

## 地理
瓜泰的座標為32°50′56″N 116°33′26″W / 32.84889°N 116.55722°W，而該地的平均海拔高度為1219米（即3999英尺）。